# Västervik (commune)
La commune de Västervik est une commune suédoise du Comté de Kalmar. 36 505 personnes y vivent. Son siège se situe à Västervik.

## Localités principales
- Almvik
- Ankarsrum
- Edsbruk
- Gamleby
- Gunnebo
- Hjorted
- Loftahammar
- Överum
- Piperskärr
- Totebo
- Västervik